# Financia Business School
 (février 2025).
Financia Business School est une école de commerce spécialisée dans la formation en alternance aux métiers de la finance. Basée à Paris, elle a été fondée en 2013 par Alfonso Lopez de Castro,.

## Histoire
Alfonso Lopez de Castro, auteur de publications en finance, ancien trader de la Deutsche Bank et actuel directeur du corporate à la Financière d’Uzès, crée, en 2013, l’école Financia Business School,.
En mai 2015, Financia Business School obtient la certification RNCP (Répertoire National des Certifications Professionnelles) pour ses formations MBA 2[réf. nécessaire].
En janvier 2016, l’école noue un partenariat avec Thomson Computing visant à fournir aux étudiants des équipements informatiques,.
Pour la rentrée 2017-2018, Financia Business School annonce l’octroi de 20 bourses aux étudiants sur des critères sociaux et d’excellence,.
En janvier 2021, Financia Business School annonce le lancement du premier et unique MBA Finance Islamique en France.
En août 2022, Financia Business School ouvre un nouveau campus à Lyon.
En mars 2024, Financia Business School annonce l’ouverture d'un nouveau campus à Saint-Maur-des-Fossés.

## Formations
Implantée dans le quartier d’affaires de la Défense, Financia Business School propose plusieurs programmes de formation.

## Partenariats
En avril 2021, Financia Business School et la Fédération Française de Judo et Disciplines Associées annoncent une convention de collaboration dans le but d’apporter des solutions de reconversion aux athlètes à travers l'accès à la formation professionnelle.
En octobre 2021, Financia Business School et l’Institut Al-Ghazali de la Grande Mosquée de Paris signent un accord de partenariat pour mettre en place un certificat en finance islamique,.
En octobre 2022, Financia Business School lance, en partenariat avec l’École Supérieure des Etudes Juridiques et Economique, une formation certifiante en finance islamique au Maroc.
En février 2023, Financia Business School annonce la signature d’un partenariat avec INSAG Business School, afin de lancer un MBA Executive en Stratégie Financière d'Entreprise en Algérie.
L’école est également partenaire de plusieurs entreprises, notamment,:
- Banque Postale
- Société Générale
- Caisse d’Epargne
- Crédit Agricole
- Eurazeo
- DNCA Finance

## Campus
Financia Business School dispose de 5 campus situés à Paris, Lyon, Versailles, Bordeaux et Saint-Maur-des-Fossés.

## Classement
La formation Bachelor Immobilier de Financia Business School est classée à la 2e place du classement Immobilier de Eduniversal en 2023.

## Personnalités liées

### Professeurs
Philippe Raimbourg, professeur-chercheur à l'université de Paris-I Panthéon-Sorbonne et auteur d’ouvrages sur la finance
Christian de Boissieu, économiste et professeur de finance à l'université Paris-I Panthéon Sorbonne.